# Amelie Berger
Amelie Berger (født 22. juni 1999 i Tübingen) er en kvindelig tyskhåndboldspiller, som spiller for SG BBM Bietigheim og Tysklands kvindehåndboldlandshold.